# Fernando Sales
Fernando Sales de los Cobos (Sevilla, 12 de septiembre de 1977) es un exfutbolista español. Jugaba de centrocampista.

## Clubes
| Club                                       | País   | Año        |
| ------------------------------------------ | ------ | ---------- |
| Real Betis Balompié B                      | España | 1996-1997  |
| Club Deportivo Isla Cristina               | España | 1997-1998  |
| Levante Unión Deportiva                    | España | 1998-2000  |
| Real Valladolid Club de Fútbol             | España | 2000-2004  |
| Sevilla Fútbol Club                        | España | 2004-2007  |
| Real Club Celta de Vigo                    | España | 2008       |
| Hércules Club de Fútbol                    | España | 2008-2009  |
| Albacete Balompié                          | España | 2009-2010  |
| Agrupación Deportiva Alcorcón              | España | 2010- 2014 |
| Union Deportiva San Sebastián de los Reyes | España | 2014- 2015 |

## Palmarés

### Campeonatos nacionales
| Título              | Club       | País   | Año       |
| ------------------- | ---------- | ------ | --------- |
| Supercopa de España | Sevilla FC | España | 2006-2007 |
| Copa del Rey        | Sevilla FC | España | 2006-2007 |

### Copas internacionales
| Título              | Club       | País   | Año       |
| ------------------- | ---------- | ------ | --------- |
| Copa de la UEFA     | Sevilla FC | España | 2005/06   |
| Copa de la UEFA     | Sevilla FC | España | 2006/07   |
| Supercopa de Europa | Sevilla FC | España | 2006/2007 |

- Datos: Q1377931